# Tabula rasa

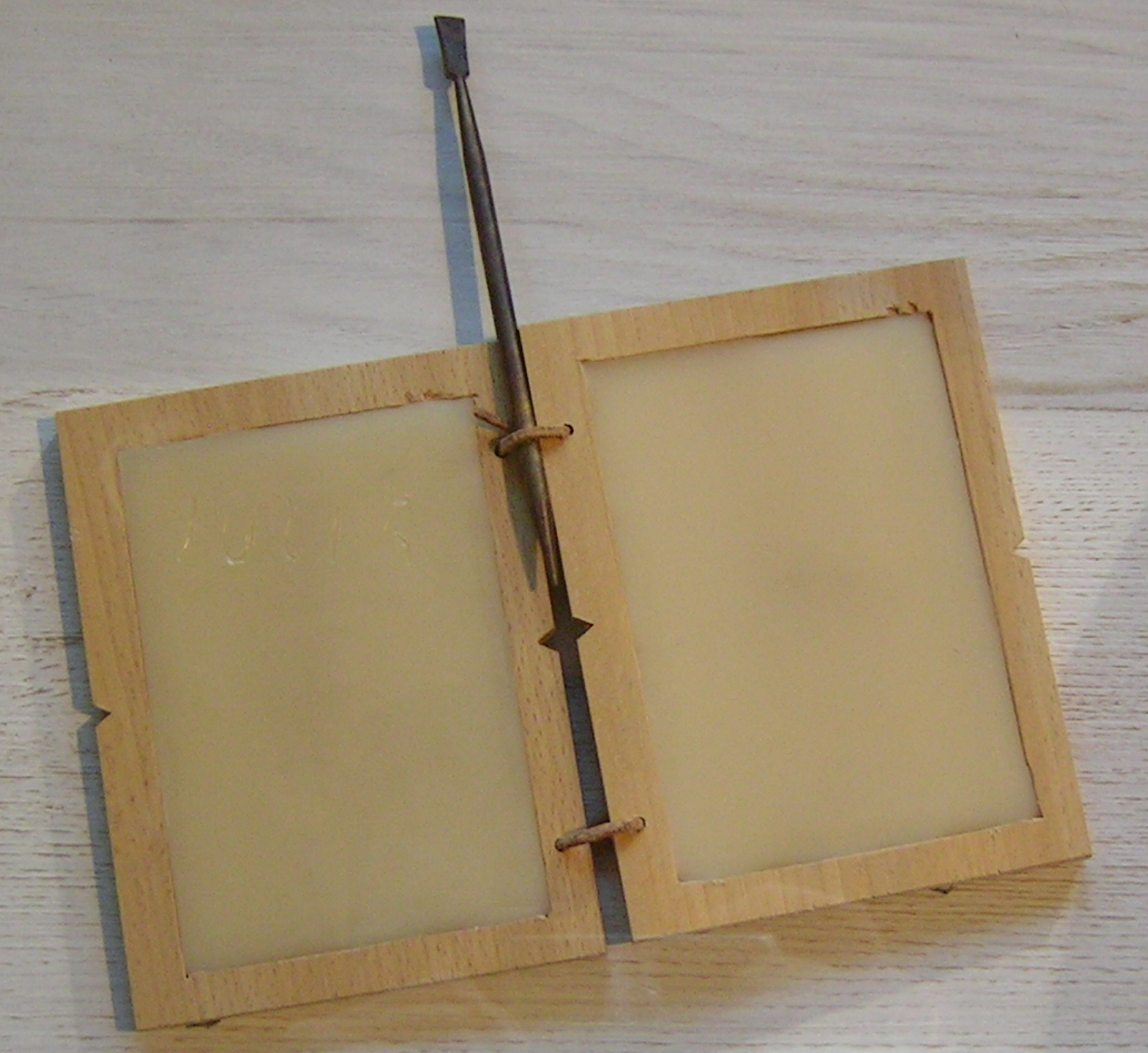
Rzymska tabula (tabliczka woskowa).

Tabula rasa (z łac. „czysta tablica”) – w filozofii i psychologii pojęcie mające wyrażać pogląd, że wszelka wiedza pochodzi wyłącznie z doświadczenia, a umysł pozbawiony doświadczeń jest „niezapisany” (tzw. empiryzm).
Pojęcie pojawia się po raz pierwszy w średniowieczu, w łacińskich tłumaczeniach traktatu Arystotelesa O duszy (De anima) .  Tabula rasa to niezapisana tablica, jaką według niego jest dusza człowieka zaraz po urodzeniu, a która zostaje zapisana stopniowo w ciągu życia i zdobywania doświadczeń.
Wśród średniowiecznych filozofów wspominał o nim Tomasz z Akwinu komentujący traktat Arystotelesa. Termin użyty został także przez Dunsa Szkota, który jednak odnosił je do umysłu ludzkiego.
Popularność pojęcie zdobyło w filozofii nowożytnej, gdzie zaczęło być kojarzone z empiryzmem i Rozważaniami dotyczącymi rozumu ludzkiego Johna Locka (1690). W oryginalnej wersji eseju termin ten się nie pojawia. Jest natomiast obecny w jego francuskim tłumaczeniu dokonanym przez Pierre'a Coste'a (1700) . We fragmencie uznawanym za nowożytne sformułowanie koncepcji tabula rasa Locke pisze, że umysł człowieka w chwili narodzin jest "czystą kartą, niezapisaną żadnymi znakami". Umysł taki czeka na zapisanie przez doświadczenie i edukację.
Koncepcja Locke'a sprzeciwiała się natywizmowi (reprezentowanemu przez kartezjanizm i platoników z Cambridge) – poglądowi zgodnie z którym ludzie rodzą się z pewnymi wrodzonymi ideami w umysłach, a także, że idee te mogą powstawać i zmieniać się niezależnie od czynników zewnętrznych (doświadczenia). Locke odrzucał to stanowisko, dopuszczał jednak wrodzony charakter instynktów (które należy nauczyć się opanowywać), a jego koncepcja dotyczyła wyłącznie treści umysłu.
Tezy Locke'a spotkały się ze sprzeciwem ze strony moralistów, wskazujących, że uderzają one w pogląd, zgodnie z którym człowiek jest z natury dobry, podstawowe idee moralne są wrodzone i człowiek w swoim życiu powinien jedynie za nimi podążać. Zdaniem Locke'a w naturę ludzką nie jest wpisane ani rozeznanie co jest dobre, ani szczególne dążenie do dobra czy prawdy. Tendencje te, aby powstać, potrzebują edukacji. Stąd też idee Locke'a zostały pozytywnie przyjęte przez reformatorów i pedagogów. Dobrze odpowiadały oświeceniowej wierze w postęp i możliwości doskonalenia się człowieka.